# Boj (film, 2007)
Boj (v originále War) je americký akční film z roku 2007, který režíroval Philip G. Atwell jako svůj režijní debut a jehož choreografii vytvořil Corey Yuen. Ve filmu hrají Jet Li a Jason Statham. Film byl uveden do kin ve Spojených státech 24. srpna 2007. Film představuje druhou spolupráci Jeta Li a Jasona Stathama, kteří se tak znovu setkávají poprvé od filmu Jedinečný z roku 2001. Jason Statham hraje agenta FBI, který je odhodlán zneškodnit tajemného zabijáka známého jako Rogue (hraje ho Jet Li) poté, co je jeho partner zavražděn.
Pracovní anglický název filmu byl Rogue - byl změněn, aby se předešlo konfliktu s jiným filmem se stejným názvem v angličtině. Na Novém Zélandu, v Japonsku, Hongkongu, Singapuru, Indii, Austrálii, na Filipínách a v několika evropských zemích byl přejmenován na Rogue Assassin.

## Děj
Při přestřelce s japonskou jakuzou v San Franciscu narazí agenti FBI John Crawford a Tom Lone na nechvalně známého zabijáka přezdívaného Rogue. Lone ho střelí do obličeje a Rogue padá do vody – jeho tělo však není nalezeno a je považován za mrtvého.
Rogue přežije a o tři roky později se vrací, aby se pomstil – zabije Lonea, jeho ženu i dceru a zapálí jejich dům. Poté začne pracovat pro čínského šéfa triád Li Changa, zatímco tajně rozeštvává triády s jakuzou, vedenou Shiro Yanagawou. Rogue zabije Changa, ale ušetří jeho ženu a dítě. Tím si získá důvěru obou stran.
Mezitím Crawford, nyní vedoucí agent jednotky pro asijský organizovaný zločin, posedle pátrá po Rogueovi a chce pomstít smrt svého přítele Lonea. Když se Yanagawa objeví v USA, Rogue mu osobně přinese zlaté koně – Changovo rodinné dědictví – a poté pobije všechny jeho muže. V následném souboji meči Rogue odhalí svou pravou identitu – není to skutečný Rogue, ale Tom Lone, který podstoupil plastickou operaci, aby se dostal ke svému skutečnému nepříteli.
Lone zabije Yanagawu, který těsně před smrtí prozradí, že Crawford zradil Lonea tím, že vyzradil jeho adresu, když byl pod nátlakem jakuzy. Lone pošle Changově ženě a Yanagawově dceři zlaté koně a zprávu „Začněte nový život“.
Nakonec si Lone domluví setkání s Crawfordem v dokovém skladu. Po intenzivním boji mu Lone odhalí svou totožnost. Crawford žádá o odpuštění, ale Lone ho zastřelí. Druhý den Lone odjíždí, aby začal nový život.

## Obsazení
- Jet Li jako Rogue/Tom Lone, známý mezinárodní zabiják, jehož skutečná identita je Tom Lone, bývalý agent FBI a bývalý partner Johna Crawforda
- Terry Chen hrál Loneho předtím, než si změnil tvář.
- Jason Statham jako agent FBI John Crawford, zkorumpovaný agent FBI, bývalý partner Toma Loneho
- John Lone jako Li Chang, mocný šéf čínské mafie v San Francisku, Mariin manžel, Anin otec, úhlavní nepřítel Shira Yanagawy a Rogueův zaměstnavatel.
- Mathew St. Patrick jako Wick
- Sung Kang jako Goi, agent FBI, který právě vyšel z Quantica.
- Luis Guzmán jako Benny
- Saul Rubinek jako Dr. Sherman
- Devon Aoki jako Kira Yanagawa, dědička jakuzy, dcera Shira Yanagawy, mocného šéfa tokijské jakuzy.
- Ryo Ishibashi jako Shiro Yanagawa, nechvalně známý a mocný boss jakuzy z japonského Tokia, který přichází do USA, aby ovládl území triád. Je úhlavním nepřítelem Li Changa a Rogue a otcem Kiry Yanagawy.
- Mark Cheng jako Wu Ti, jeden z Li Chengových poskoků a bratr Joeyho Ti.
- Johnson Phan jako Joey Ti, jeden z Li Chengových poskoků a bratr Wu Ti.
- Nicholas Elia jako Daniel Crawford, syn Johna a Jenny Crawfordových
- Nadine Velazquez jako Maria Chang, Li Changova manželka a Anina matka
- Kennedy Lauren Montano jako Ana Chang, dcera Li Changa a Marie Changové
- Steph Song jako Diane Lone, zesnulá manželka Toma Loneho, která byla zavražděna na začátku filmu.
- Andrea Rothová jako Jenny Crawfordová, Johnova manželka a Danielova matka.
- Kenneth Choi jako Takada, jeden z poskoků Shira Yanagawy.
- Peter Shinkoda jako Harbour Yanagawa Member, jeden z poskoků Shiro Yanagawy
- Angela Fong jako tanečnice kabuki
- Kane Kosugi jako bojovník z chrámové zahrady
- Dario Delacio jako hráč mahjongu